# The Magic Mountain (2015)
The Magic Mountain (französischer Titel La Montagne magique) ist ein polnisch-französischer Trickfilm der rumänischen Regisseurin Anca Damian aus dem Jahr 2015. Er erhielt 2015 den MDR-Preis auf dem 58. Internationalen Leipziger Festival für Dokumentar- und Animationsfilm.
Der Film erzählt aus der Ich-Perspektive die wahre Geschichte des Polen Adam Jacek Winkler, ein Fotograf, passionierter Bergsteiger und Anti-Kommunist, der 1964 nach Paris flüchtete. Mit Beginn der Sowjetischen Intervention in Afghanistan im Jahre 1979 solidarisiert er sich mit dem afghanischen Volk. Er verlässt Paris, um in den afghanischen Bergen an der Seite von Ahmad Schah Massoud gegen die Sowjets zu kämpfen. Verschiedenste Animationstechniken kommen in ihm zum Einsatz, sowie Winklers eigene Fotos, Filme und Zeichnungen.

## Belege und weiterführende Informationen
1. ↑  MDR-Preis für „Magic Mountain“. mdr.de, archiviert vom Original am 4. November 2015; abgerufen am 25. Mai 2016.
2. ↑  Anca Damian in production with The Magic Mountain. cineuropa.org, 20. März 2014, abgerufen am 6. Januar 2016.